# Tyler Randell
Tyler Randell (né le 15 juin 1991 à Scarborough en Ontario, au Canada) est un joueur professionnel canadien de hockey sur glace. Il évolue actuellement avec les Bruins de Boston au poste d'attaquant.

## Biographie

### En club
Tyler joue cinq saisons dans la Ligue de hockey de l'Ontario (LHO) avec les Bulls de Belleville et les Rangers de Kitchener. 
Lors du repêchage d'entrée dans la LNH 2009, il est choisi lors du sixième tour par les Bruins de Boston. Le 17 avril 2011, il signe un contrat de trois ans avec les Bruins. Durant les saisons 2011-2012 et 2012-13, il joue avec trois équipes dont les Bruins de Providence de la Ligue américaine de hockey, les Stingrays de la Caroline du Sud de l'ECHL et avec les Rangers de Kitchener de la LHO. Il dispute ensuite la saison 2013-2014 dans la LAH récoltant 11 points en 43 matchs. En juillet 2014, il signe un nouveau contrat d'un an à deux volets avec les Bruins. L'année suivante, il ne manque que deux matchs et termine avec 20 points en 74 matchs. Il s'entend avec les Bruins en juin 2015 pour un nouveau contrat d'un an à deux volets.
Durant la pré-saison 2015, il arrive à gagner un poste dans la Ligue nationale de hockey. Il y joue son premier match, le 14 octobre 2015 face à l'Avalanche du Colorado contre lesquels il marque son premier but LNH, le but gagnant du match. Il termine la saison avec 6 buts, 6 points et 47 minutes de pénalité en 27 parties. En juillet 2016, il s'entend avec les Bruins sur un nouveau contrat d'un an à deux volets, encore une fois.

## Statistiques

### En club
| Saison     | Équipe                          | Ligue      |    | Saison régulière | Saison régulière | Saison régulière | Saison régulière | Saison régulière |   | Séries éliminatoires | Séries éliminatoires | Séries éliminatoires | Séries éliminatoires | Séries éliminatoires |
| Saison     | Équipe                          | Ligue      | PJ | B                | A                | Pts              | Pun              | PJ               | B | A                    | Pts                  | Pun                  |                      |                      |
| 2007-2008  | Bulls de Belleville             | LHO        | 62 | 5                | 6                | 11               | 24               | 19               | 0 | 0                    | 0                    | 0                    |                      |                      |
| 2008-2009  | Bulls de Belleville             | LHO        | 36 | 10               | 5                | 15               | 60               | -                | - | -                    | -                    | -                    |                      |                      |
| 2008-2009  | Rangers de Kitchener            | LHO        | 37 | 14               | 8                | 22               | 39               | -                | - | -                    | -                    | -                    |                      |                      |
| 2009-2010  | Rangers de Kitchener            | LHO        | 47 | 9                | 12               | 21               | 88               | 20               | 1 | 4                    | 5                    | 19                   |                      |                      |
| 2010-2011  | Rangers de Kitchener            | LHO        | 68 | 21               | 11               | 32               | 160              | 7                | 0 | 0                    | 0                    | 7                    |                      |                      |
| 2011-2012  | Bruins de Providence            | LAH        | 30 | 2                | 0                | 2                | 45               | -                | - | -                    | -                    | -                    |                      |                      |
| 2011-2012  | Rangers de Kitchener            | LHO        | 17 | 9                | 1                | 10               | 21               | 6                | 7 | 1                    | 8                    | 14                   |                      |                      |
| 2012-2013  | Stingrays de la Caroline du Sud | ECHL       | 22 | 2                | 2                | 4                | 46               | -                | - | -                    | -                    | -                    |                      |                      |
| 2012-2013  | Bruins de Providence            | LAH        | 23 | 0                | 0                | 0                | 56               | -                | - | -                    | -                    | -                    |                      |                      |
| 2013-2014  | Bruins de Providence            | LAH        | 43 | 4                | 7                | 11               | 93               | 8                | 1 | 0                    | 1                    | 6                    |                      |                      |
| 2014-2015  | Bruins de Providence            | LAH        | 74 | 11               | 9                | 20               | 120              | 5                | 0 | 0                    | 0                    | 4                    |                      |                      |
| 2015-2016  | Bruins de Boston                | LNH        | 27 | 6                | 0                | 6                | 47               | -                | - | -                    | -                    | -                    |                      |                      |
| 2015-2016  | Bruins de Providence            | LNH        | 2  | 0                | 0                | 0                | 0                | -                | - | -                    | -                    | -                    |                      |                      |
| 2016-2017  | Bruins de Providence            | LAH        | 59 | 1                | 9                | 10               | 81               | 12               | 0 | 0                    | 0                    | 20                   |                      |                      |
| 2017-2018  | Senators de Belleville          | LAH        | 57 | 3                | 5                | 8                | 94               | -                | - | -                    | -                    | -                    |                      |                      |
| 2018-2019  | Americans de Rochester          | LAH        | 36 | 3                | 4                | 7                | 45               | -                | - | -                    | -                    | -                    |                      |                      |
| 2019-2020  | Americans de Rochester          | LAH        | 22 | 5                | 2                | 7                | 35               | -                | - | -                    | -                    | -                    |                      |                      |
| Totaux LNH | Totaux LNH                      | Totaux LNH | 27 | 6                | 0                | 6                | 47               | -                | - | -                    | -                    | -                    |                      |                      |

### En équipe nationale
| Année | Évènement                                  |   | PJ | B | A | Pts | Pun | +/-           |  | Résultat |
| 2008  | Défi mondial des moins de 17 ans de hockey | 6 | 1  | 0 | 1 | 4   | -   | Médaille d'or |  |          |